# Gázturbina
A gázturbina egy olyan hőerőgép, amelyben a levegővel kevert üzemanyag égéstermékei egy turbina lapátjain haladnak keresztül.
A turbina egy kompresszort működtet, amely a levegőt szolgáltatja az égési folyamathoz. A gázturbinában keletkező égéstermékek hőenergiája hasznosítható további turbinák hajtására, vagy az égéstermékeket egy fúvócsőben felgyorsítva reaktív hajtóműként működhet. A gázturbina termodinamikai alapja a Brayton–Joule-ciklus. A dugattyús belsőégésű motoroktól eltérően a gázturbinában folyamatos égés valósul meg.

## Részei
- beömlőnyílás (szívótorok)
- kompresszor
- tüzelőtér
- turbina
- fúvócső

A turbinalapátok töveit (turbinalapátgyök) erre a célra gyártott megmunkálási szerszámokkal készítik. Kialakításukat tekintve elsősorban fecskefarok, vagy fenyőfa alakúak lehetnek.

## Működésük
A gázturbina nagy levegőigénnyel működik. A hajtómű indítása után a légsűrítő (turbókompresszor) a levegő nyomását többszörösére növeli, és a bevezető nyíláson keresztül az égéstérbe nyomja. Itt a levegő a beporlasztott tüzelőanyaggal (pl. kerozin) keveredik. A keveréket meggyújtva állandó nyomású folyamatos égés alakul ki. A felhevült és nagymértékben kiterjedt gázok a turbinát forgatják. A turbina a vele közös tengelyen levő kompresszort, generátort, a hajtómű táprendszerét és a segédberendezéseket is működteti. Az égéstermék gázok, inert gázok, további hasznosításra a sugárhajtásos gázturbináknál a gázturbina fúvócsövébe kerülnek, itt nyomásuk mozgási energiává alakul át, a kiterjedő gázok a hőmérséklete csökken. Innen a gázsugár kb. 2000 km/óra sebességgel lép ki a szabadba, a hőmérséklete ekkor 500-600 °C. Erőműveknél gőzkörfolyamat hőforrásaként szolgálhatnak, vagy a szabadba kerülnek. 

## Csoportosításuk

### Kompresszortípusok szerint
- Centrifugálkompresszoros gázturbina

Például:
A harmincas években a brit kísérleti gázturbinák, mivel egyszerűbben gyárthatóak voltak, mint az  Axiálkompresszorosak
- Axiálkompresszoros gázturbina

(kétáramú gázturbinás sugárhajtómű esetén kisnyomású kompresszor és nagynyomású kompreszor)
Például:
Tipikusan repülőgép sugárhajtóművek (kisebb átmérőben megvalósíthatóak)
- Külső gázgenerátoros turbina (szabadturbina)

Tulajdonképpen  két egymás után kapcsolt gázturbina: gázgenerátor, és munkaturbina. Az első turbina járókereke csak a kompresszor hajtásához szükséges  teljesítményt szolgáltatja, a második turbinának nincs kompresszora és égéstere, az első turbina égéstermékei hajtják meg. Tehetetlensége sokkal kisebb, sokkal szélesebb fordulatszámtartományban használható, mindig tengelyteljesítményt szolgáltatnak.
Gázgenerátorként dugattyús motor is elképzelhető.

### Hajtásmechanizmus szerint
- Légcsavaros gázturbinák

Például: Allison T56, Jendrassik Cs–1, Europrop TP400, Kuznyecov NK–12
- Sugárhajtásos gázturbinák, azaz helyesen gázturbinás sugárhajtóművek

### Áramkörök száma szerint
- Egyáramú gázturbinás sugárhajtómű

Például: BMW 003, General Electric J79, Klimov VK–1, Ljulka AL–7, Tumanszkij RD–9, Tumanszkij R–13, Tumanszkij R–29.
- Kétáramú gázturbinás sugárhajtómű

Például: CFM International CFM56, General Electric F404, Klimov RD–33, Pratt & Whitney TF30, Pratt & Whitney F119, Szaturn AL–31, Turbo-Union RB199.

## Alkalmazási területek

Példák gázturbina felhasználásra: (1) Gázturbinás sugárhajtómű, (2) Légcsavaros gázturbina, (3) Tengelyteljesítményt szolgáltató gázturbina, (4) Turbo ventilátoros gázturbina, (5) Gázturbina utánégetővel szerelve

### Tengelyteljesítményt (forgatónyomatékot) szolgáltató gázturbinák
- Villamos erőművek
- Mobil áramforrás aggregátok
- Jármű gázturbinák
  - Helikopterek
  - Légcsavaros repülőgépek
  - Vasúti vontatás (villamos erőátvitellel párosítva)
  - Gépkocsik, munkagépek, harcjárművek
  - hajók
  - Légpárnás járművek

### Sugárhajtóművek
A kiáramló égéstermékek reaktív erejét hasznosító gázturbinák:
- Polgári repülés
- Katonai repülés
- Rakétatechnika
- Extrém sporteszközök, kísérleti járművek

### Egyéb célú gázturbinák
- Tűzoltóberendezések, pl. a Big Wind
- „Forrólevegős” vagy gőzsugaras tisztítóberendezések
- Nagyteljesítményű fertőtlenítő gépek

### Könyvek, monográfiák
- Vass Balázs: Repülőgép-hajtómű szerkezettan III. (Műszaki Könyvkiadó, Budapest, 1991) ISBN 963-10-7620-2, ISBN 963-10-9298-4
- Rolls-Royce: The Jet Engine